# Sven-Eric Bechtolf
Sven-Eric Bechtolf (Darmstadt, 13 dicembre 1957) è un attore, regista teatrale e lirico tedesco.
Durante le estati dei festival 2015 e 2016 è stato responsabile della pianificazione artistica complessiva del Festival di Salisburgo.

## Biografia
Sven-Eric Bechtolf si è formato dal 1977 al 1980 presso il Mozarteum di Salisburgo e successivamente ha lavorato in rinomati teatri come, ad esempio, il Teatro di Zurigo, il Teatro di Bochum e il Teatro Thalia di Amburgo - in quest'ultimo ha anche lavorato per qualche tempo nella direzione.
Ha fatto il suo debutto televisivo nel 1979 come attore non protagonista nel film in tre parti A Chapter of My Own. Negli anni '80 e '90, Bechtolf ha recitato principalmente in serie poliziesche, ad esempio in Der Alte (nove volte), Derrick (cinque volte), Tatort (due volte) e in Großstadtrevier e Balko. È diventato noto a un vasto pubblico nel 1983 grazie al thriller psicologico Tiefen Wasser - con Constanze Engelbrecht e Peter Bongartz - basato sull'omonimo romanzo di Patricia Highsmith. Nella serie Ärzte è stato tra il 1996 e il 1999 come Dr. Konrad Vogt uno degli attori principali.
Dal 1999 ha lavorato al Burgtheater di Vienna, dove è stato membro permanente dell'ensemble fino al 2006, e suona regolarmente al Festival di Salisburgo, come nel 2007, dove ha interpretato un doppio ruolo in Jedermann Guter Gesell/Teufel. Il suo repertorio è ampio e comprende ruoli da Leonce, Karl Moor a Otello, Robespierre e Arturo Ui. Il 16 dicembre 2005, la nuova messa in scena di Minna von Barnhelm di Andrea Breth con Bechtolf nel ruolo del maggiore Tellheim è stata presentata in anteprima al Burgtheater.
Bechtolf ha lavorato con registi come Ruth Berghaus, Andrea Breth, Benno Besson, Jürgen Flimm, Gerd Heinz, Andreas Kriegenburg, Robert Wilson, Luc Bondy e Frank-Patrick Steckel. Uno dei suoi ruoli più noti è stato quello di Hubert Finidori nella commedia Drei Mal Leben di Yasmina Reza (diretto da Luc Bondy) nel 2000.
Dopo la messa in scena del monodramma Der Bau di Franz Kafka a Bochum, in cui ha anche interpretato il ruolo protagonista, è stato incaricato di dirigere varie produzioni al Teatro Thalia di Amburgo: La battaglia di Heiner Müller, La lite di Pierre Carlet de Marivaux (invitato al Theatertreffen di Berlino nel 1995), Romeo e Giulietta di Shakespeare, From Morning Till Midnight di Georg Kaiser e Baal di Bertolt Brecht. Al Grec Festival di Barcellona, Bechtolf ha messo in scena Leonce e Lena di Georg Büchner, al Vienna Burgtheater Reigen di Arthur Schnitzler e Cyrano de Bergerac di Edmond Rostand.
Bechtolf lavora anche nel teatro musicale: nel 2000, la nuova messa in scena zurighese di Lulu di Alban Berg è stata la sua prima opera come regista d'opera. Nel dicembre 2006, Bechtolf ha diretto Arabella di Richard Strauss (scenografie di Rolf Glittenberg, costumi di Marianne Glittenberg ) all'Opera di Stato di Vienna. Ha anche messo in scena la stessa opera all'Opera di Stato di Amburgo nel 2007. Nel 2004 ha diretto Pelléas et Mélisande di Claude Debussy a Zurigo.
Tra il 2006 e il 2009, Bechtolf ha messo in scena le tre opere Da Ponte di Wolfgang Amadeus Mozart al Teatro dell'Opera di Zurigo, sotto la direzione di Franz Welser-Möst e la scenografia è stata composta dalla coppia Rolf Glittenberg (scenografia) e Marianne Glittenberg (costumi). Il ciclo è iniziato nel maggio 2006 con Don Giovanni, seguito da Le nozze di Figaro nel 2007 e concluso con Così fan tutte nel 2009. La stessa squadra ha anche creato una nuova messa in scena di Der Ring des Nibelungen di Richard Wagner all'Opera di Stato di Vienna tra il 2007 e il 2009.
Nel 2011, Bechtolf è diventato capo del teatro al Festival di Salisburgo sotto il direttore artistico Alexander Pereira. Era considerato il candidato preferito di Pereira dopo aver lavorato con lui diverse volte al Teatro dell'Opera di Zurigo. Dopo che Pereira chiese la risoluzione anticipata del suo contratto nel 2014 e si è trasferì al Teatro alla Scala di Milano come direttore artistico, il consiglio di amministrazione del festival ha chiesto a Bechtolf di assumersi la responsabilità generale del festival nel 2015 e nel 2016.
Era sposato con l'attrice svizzera Charlotte Schwab, dalla quale ha avuto un figlio. È sposato con il soprano Anett Fritsch da febbraio 2016.